# PGC 66519
LEDA/PGC 66519 (NGC 7041A) ist eine Balken-Spiralgalaxie vom Hubble-Typ SBc im Sternbild Indianer am Südsternhimmel.  Sie ist schätzungsweise 306 Millionen Lichtjahre von der Milchstraße entfernt und hat einen Durchmesser von etwa 145.000 Lichtjahren. Gemeinsam mit PGC 129672 (NGC 7041B) bildet sie ein gravitativ gebundenes Galaxienpaar. 

Im selben Himmelsareal befinden sich die Galaxien NGC 7038 und NGC 7041.